# 吉田業
吉田 業（よしだ ごう、1988年 - ）日本の俳優。主にオリジナルビデオをメインに役者活動を続ける。遊山直奇に師事する。

## 来歴・人物
怪演肉弾俳優、反骨の創作家として活躍。オリジナルビデオ、自主制作等の映像作品をメインに活動する。筋トレを愛する。かわさきFMでは、ラジオパーソナリティとしても活躍中。

## 出演作品

### テレビドラマ
- マジすか学園
- 蝉しぐれ

### オリジナルビデオ
- くノ一忍戦帖
- くノ一忍戦帖～赤い殺意
- くノ一忍戦帖～最後の戦い
- シニモノ調査団
- メス猫～キャットピープルの誘惑
- ガール・ハンティング DEATH ZONE2
- 東京地下女子刑務所 チャプター3 エリア0
- 奇妙で奇怪な怪神話３
- デッドクック
- 星に願いを
- やめて。
- やめて。2
- CATCH　キャッチ
- ホームジャック　トライアングル
- エクスタシー・リベンジ：香織～妖艶美女の甘き罠
- 古川いおりの妖艶美女の暴走する性欲
- 二代目襲名：明日香～絡み合う愛欲と復讐
- 推川ゆうりと卯水咲流の長身美脚痴女コンビのパワフルSEXライフ
- ソムリエ
- 戦慄女子

- TOMATOES（2019年2月、監督：望月元気）- 不動産オーナー 役
- 超・時空変態人間　バック・トゥ・エクスタシー!!
- 霧島さくらの憧れのHカップボディ目指してヤリ直しイキまくりチン騒動
- 超・時空変態人間２　セクシータイム・アゲイン
- きみと歩実のムラムラ女医とエロエロナースの性交フルコース